# AIP Advances
AIP Advances — англоязычный рецензируемый электронный научный журнал, издаваемый Американским институтом физики с 2011 года.
Журнал предоставляет открытый доступ к своим материалам. Все работы публикуются под лицензией Creative Commons Attribution Non-Commercial Share Alike (CC-BY-NC-SA) 3.0 Unported, допускающей свободное использование их материалов в любых некоммерческих целях при условии указания авторства и наличия аналогичной лицензии у производных работ.
Журнал публикует статьи, посвящённые различным аспектам прикладной физики.